# Drânceni
Drânceni là một xã thuộc hạt Vaslui, România. Dân số thời điểm năm 2002 là 4743 người.